# سيدي بوخيار
سيدي بوخيار أحد الأولياء في تقاليد ثقافة الريف المغربي، يفد إلى ضريحه الفقراء في موسم سنوي، يحاكون بعض شعائر الحج.